# Nash 600
La 600 è un'autovettura prodotta dalla Nash Motors dal 1941 al 1942 e dal 1946 al 1949, dopo di cui il modello venne rinominato Statesman. La 600 era posizionata alla base della gamma Nash. Il nome della vettura deriva dalla distanza che era in grado di percorrere con un pieno di carburante: 600 miglia. Poco dopo il lancio, la 600 diventò il modello di bassa fascia con costruzione a monoscocca più venduto negli Stati Uniti.

## Storia
La Nash fu il primo modello statunitense prodotto su larga scala ad avere una costruzione a monoscocca. Questa caratteristica permise alla Nash di pubblicizzare il modello come un'auto leggera, silenziosa e più rigida delle vetture della concorrenza. La struttura a monoscocca rese infatti il modello, rispetto ad una vettura con telaio tradizionale, più leggero di 230 kg.
Era disponibile in versione fastback quattro porte, berlina quattro porte e coupé due porte. Il motore era a sei cilindri in linea e valvole laterali da 2,8 L di cilindrata. Questo propulsore erogava 83 CV di potenza. Il cambio, che era provvisto di un overdrive elettrico, era manuale a tre rapporti. Gli interni erano relativamente curati, e sul frontale era presente la scritta cromata "NASH". Molte 600 prebelliche furono acquistate dal governo statunitense. La produzione del modello fu sospesa nel 1942 a causa dell'entrata degli Stati Uniti nella seconda guerra mondiale. Gli impianti industriali delle aziende statunitensi furono infatti temporaneamente convertiti alle necessità belliche.
La produzione di autovetture riprese nel 1946 a conflitto terminato. Le 600 postbelliche erano quasi identiche a quelle prodotte prima della guerra. Nel 1946 fu introdotto un optional che comprendeva l'installazione di un sedile posteriore abbattibile che poteva essere utilizzato come letto, con le gambe che venivano posizionate nel bagagliaio. Nel 1948 fu lanciata una versione coupé commerciale, cioè destinata ad essere utilizzata come veicolo da lavoro. Questa versione era la più economica ed era sprovvista dei sedili posteriori. L'equipaggiamento era spartano.
La 600 uscì definitivamente di produzione nel 1949.